# Gary Madderom
Gary Madderom, né le 17 juillet 1937 à Peoria dans l’Illinois et mort le 5 janvier 2005 à Alexandria en Virginie, est un écrivain américain, auteur de roman policier.

## Biographie
Après des études au Lake Forest College (en), où il obtient une licence d’économie, il travaille à New York dans le domaine de la publicité pour le compte de différentes maisons d’éditions, dont McGraw-Hill, MacMillan Co. et Collier MacMillan International avant de rejoindre l’institut d’information scientifique d’Amérique du Nord. Il exerce ensuite chez différents employeurs, dont l’éditeur Warren Publishing. Comme auteur, il écrit deux romans policiers, notamment The Four-Chamberred Villain, traduit à la Série noire en 1972 sous le titre On déquille.

## Œuvre

### Romans
- The Four-chamberred Villain (1971) Publié en français sous le titre On déquille, traduction de Madeleine Charvet, Paris, Gallimard, Série noire no 1423, 1971.
- The Jewels That Got Away (1973)

## Sources
- Claude Mesplède  et Jean-Jacques Schleret (Éd. rév. de: SN, voyage au bout de la Noire), Les auteurs de la Série noire, 1945-1995, Nantes, Joseph K, coll. « Temps noir », 1996, 627 p. (ISBN 978-2-910-68611-6, OCLC 300207570), p. 320.